# نورس أسود الظهر كبير
نورس اسود الظهر الكبير الاسم العلمي : Larus canus الاسم بالانجليزية ( Great Black-backed Gull)  ، هو طائر من الفصيلة النورس النورس الاسودية (Laridae)  .   

## المَوطِن
يتكاثر على السواحل المعتدلة والشمالية للإقليم الشمالي القديم الغربي (WP) والإقليم الشمالي الجديد  (NA).

## وصف الطائر
هو نورَس ضخم كبير الحجم جداً طوله 64-79 سم / 25-31 بوصة، للظهر والجوانب العلويّة للجناح لوْن أسوَد أردوازي. للرّأس والرقبة والأجزاء البطنيّة والذيل لوْن أبيض صافٍ.
الطرف المسترسل للجناحين وحواف الرّيش الخارجي ايضا باللون الابيض .
يتميز بمنقاره الثقيل العميق أصفر وذو بقعة حمراء على الفك الأسفل،الرّجلان لحميّتا اللّوْن ، هناك علامة عينيّة سوداء تجعله يبدو عابساً. 

## النظام الغذائي
يتغذى النورس اسود الظهر الكبير بسهوله على الاسماك التي تتواجد بالقرب من سطح الماء سواء تم الإمساك بها أو أكلها بعد الوفاة أو الإصابة من مصادر أخرى, وتعتبر الاسماك هي الغذاء الاساسي لهذا النوع من النوارس. 

## الاصطياد
يعتبر نورس اسود الظهر الكبير صياد ماهر لانه قادر على اصطياد اي سمكه تتواجد على سطح الماء.

## خطر الانقراض
تم مؤخرًا تقييم النورس ذو الرأس الأسود Larus redibundus في القائمة الحمراء للأنواع المهددة بالانقراض الصادرة عن الاتحاد الدولي لحفظ الطبيعة في عام 2018. وقد تم إدراج Larus redibundus على أنه أقل الأنواع إثارة للقلق بسبب ان خطوط الصيد  الممتدة على مسافات طويله تقتل نحو 300 ألف طائر بحري سنويا وتمثل طيور النورس ثلث هذا العدد
المصادر التي استعملتموها في كتابة المقال
نورس أسود الظهر كبير أو نورس بحري (الاسم العلمي: Larus marinus) (بالإنجليزية: Great Black-backed Gull)‏ هو نوع من الطيور يتبع جنس النورس من الفصيلة النورسية.

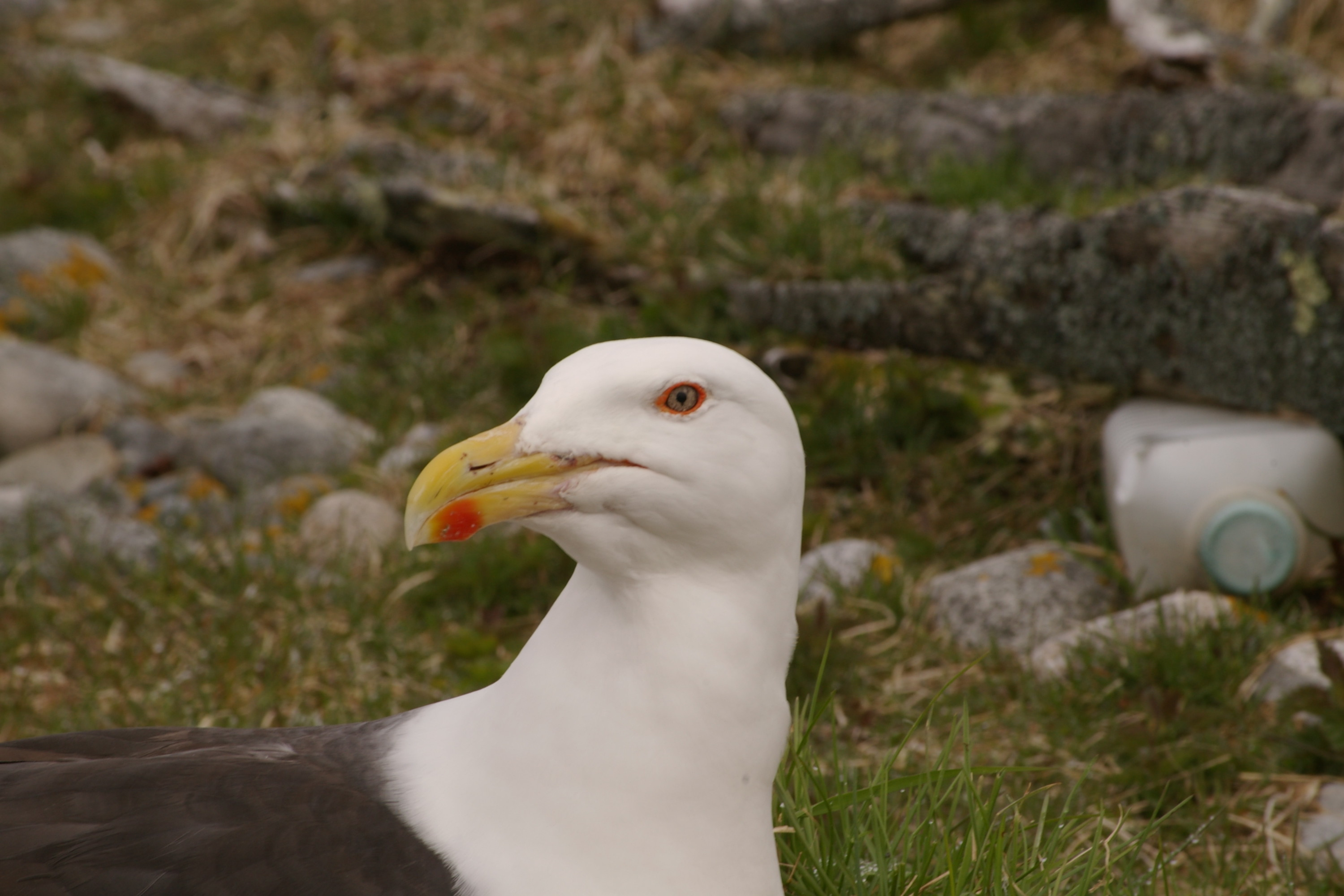
Great Black-backed Gull has a bulky, powerful beak
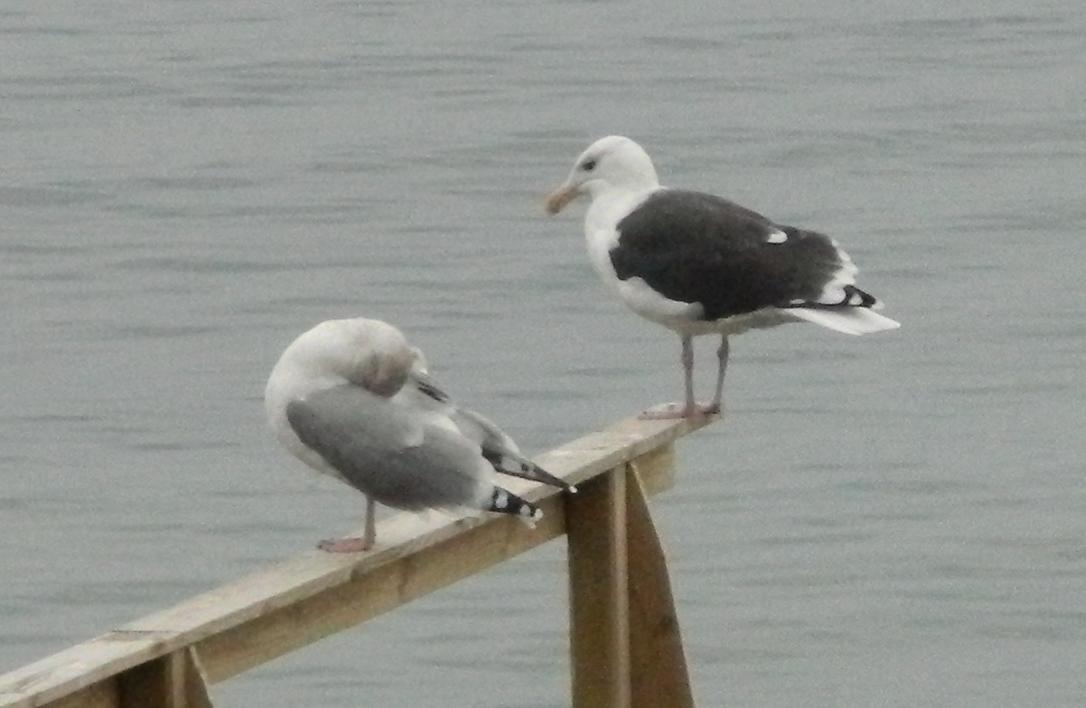
Larus marinus and Larus argentatus together, أوريسند
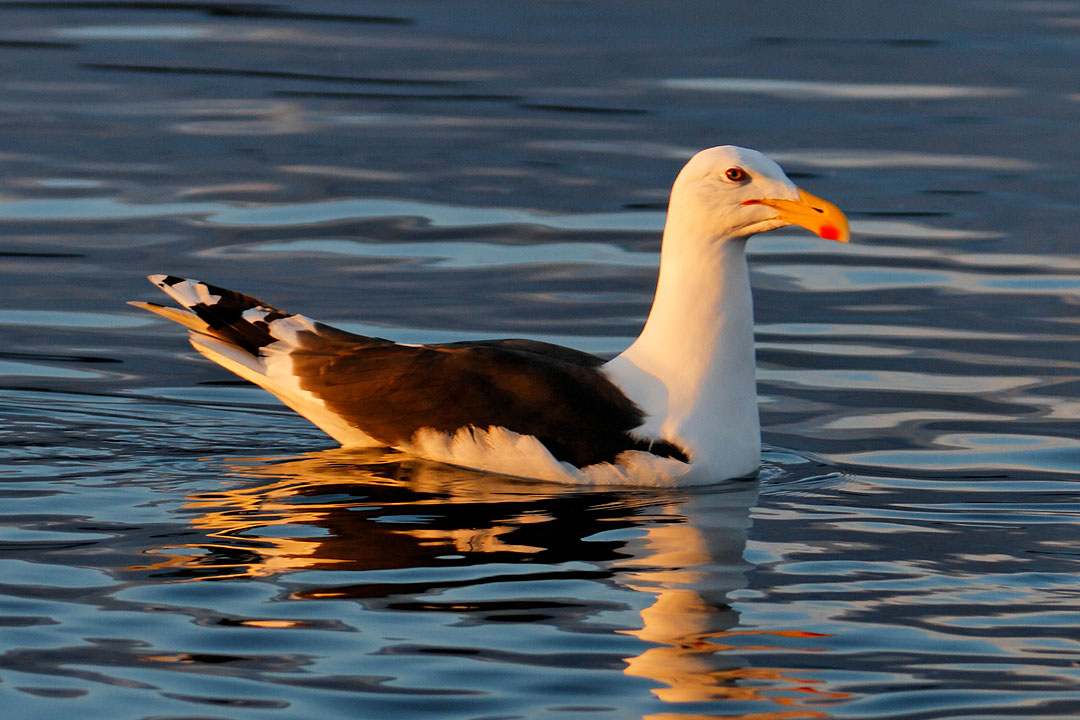
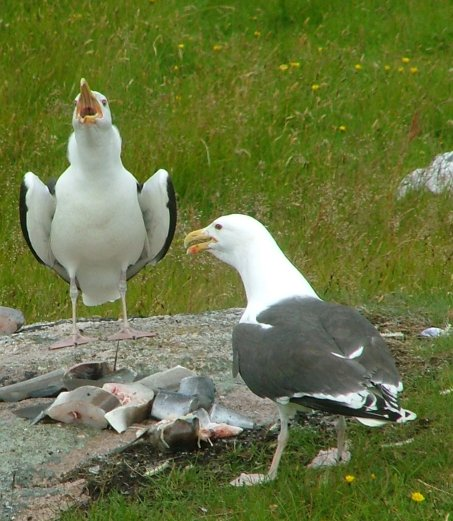
Great Black-backed Gulls displaying
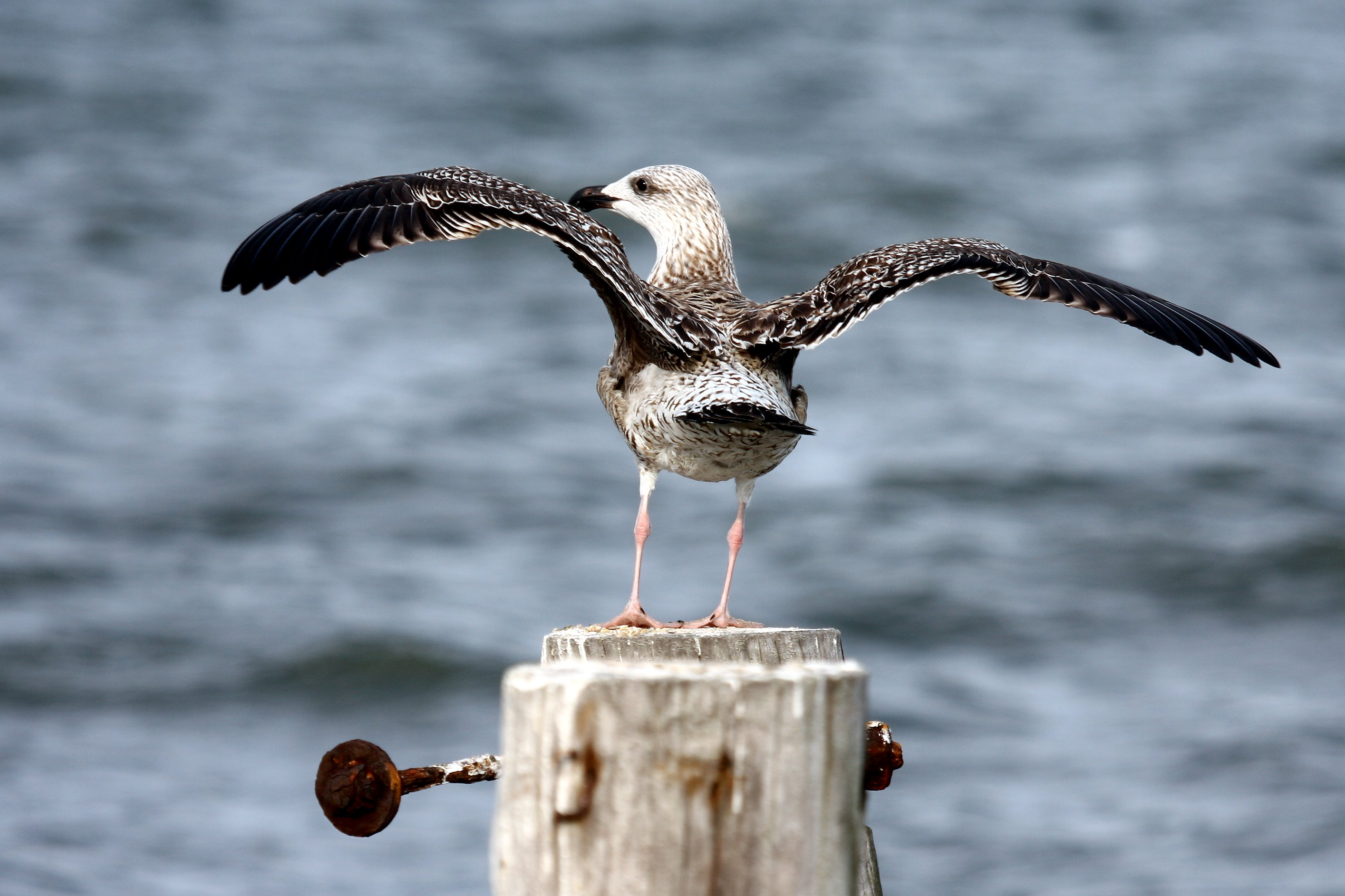
Juvenile, كابي ماي بوينت
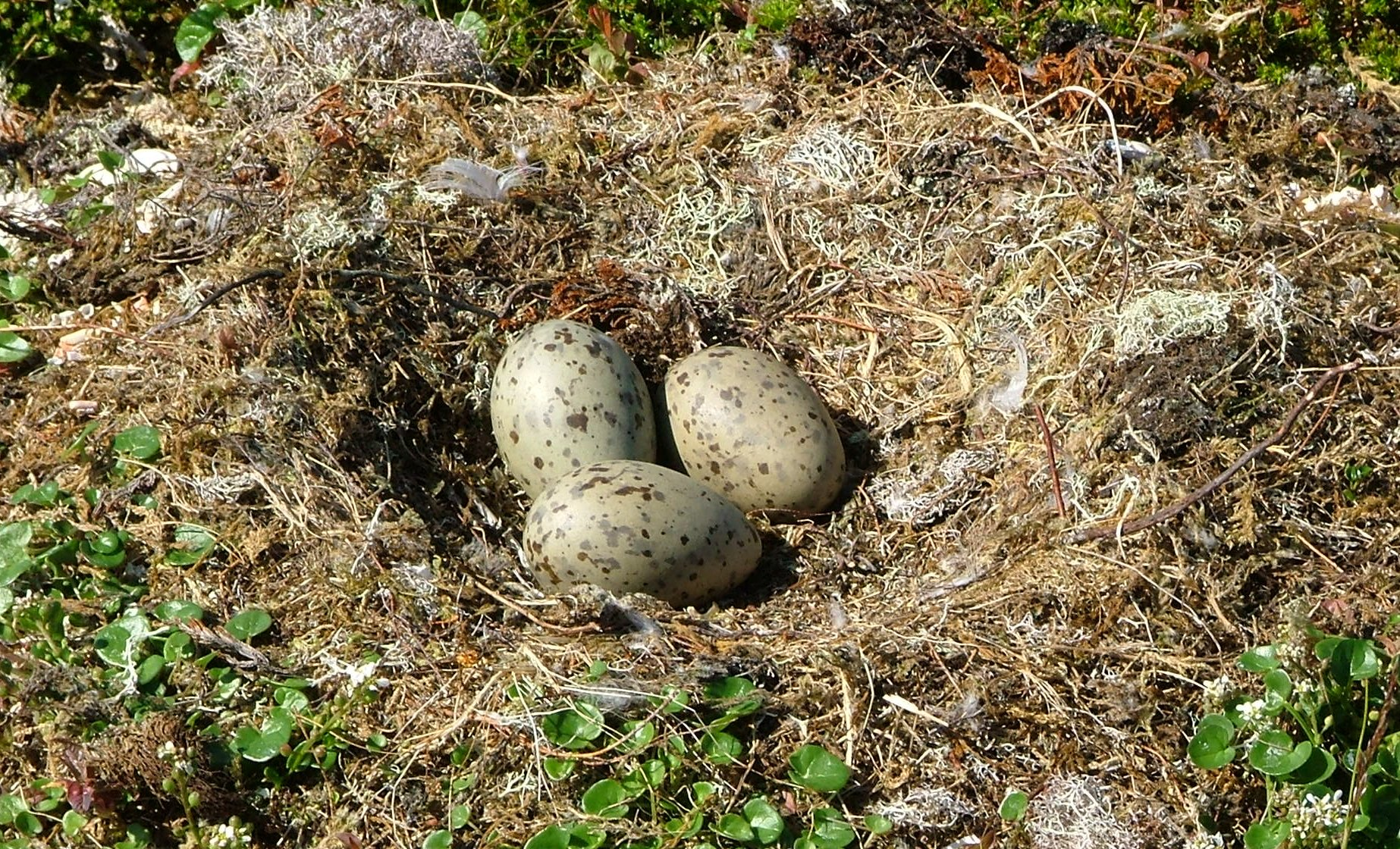
Great Black-backed Gull nest and eggs
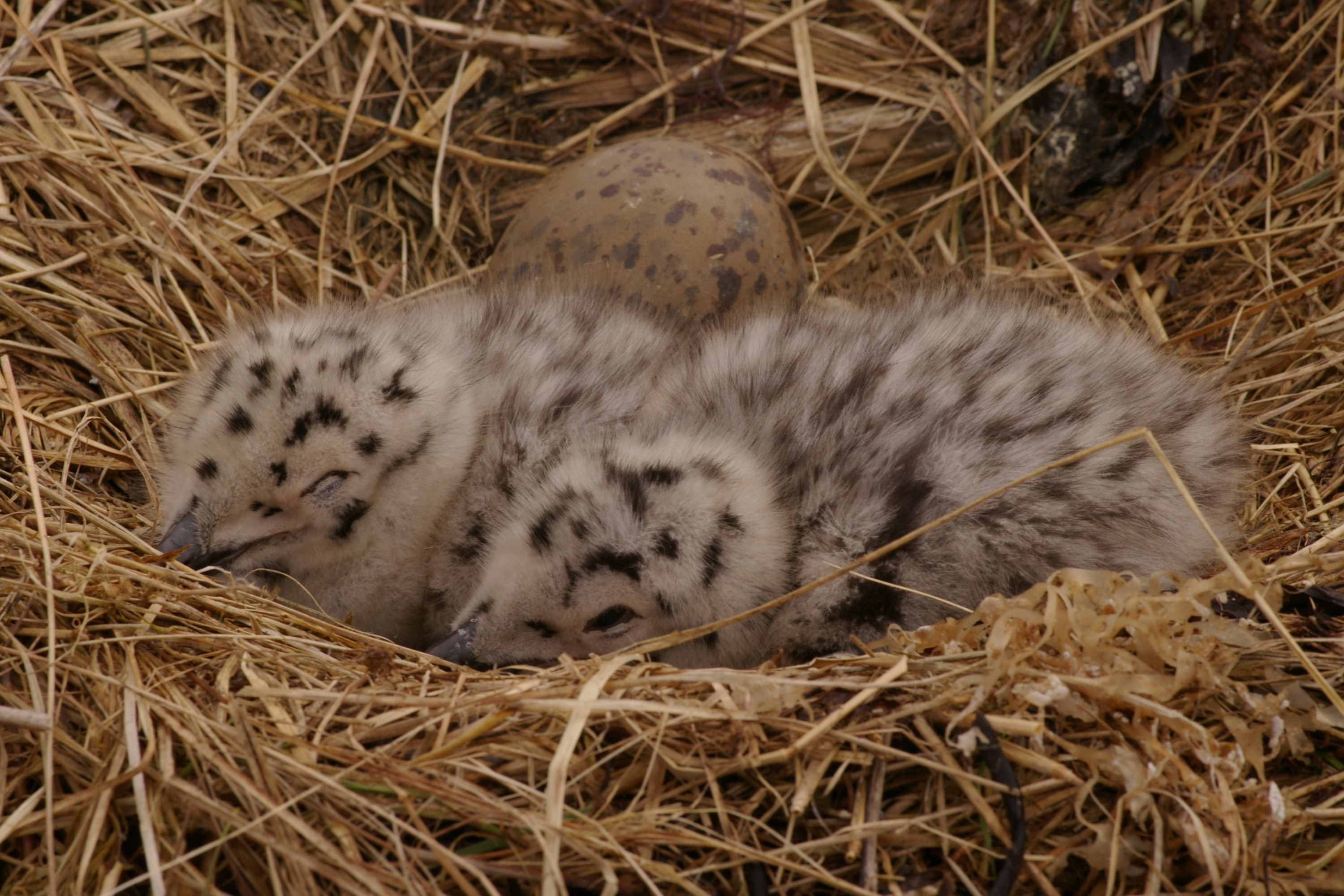
Chicks
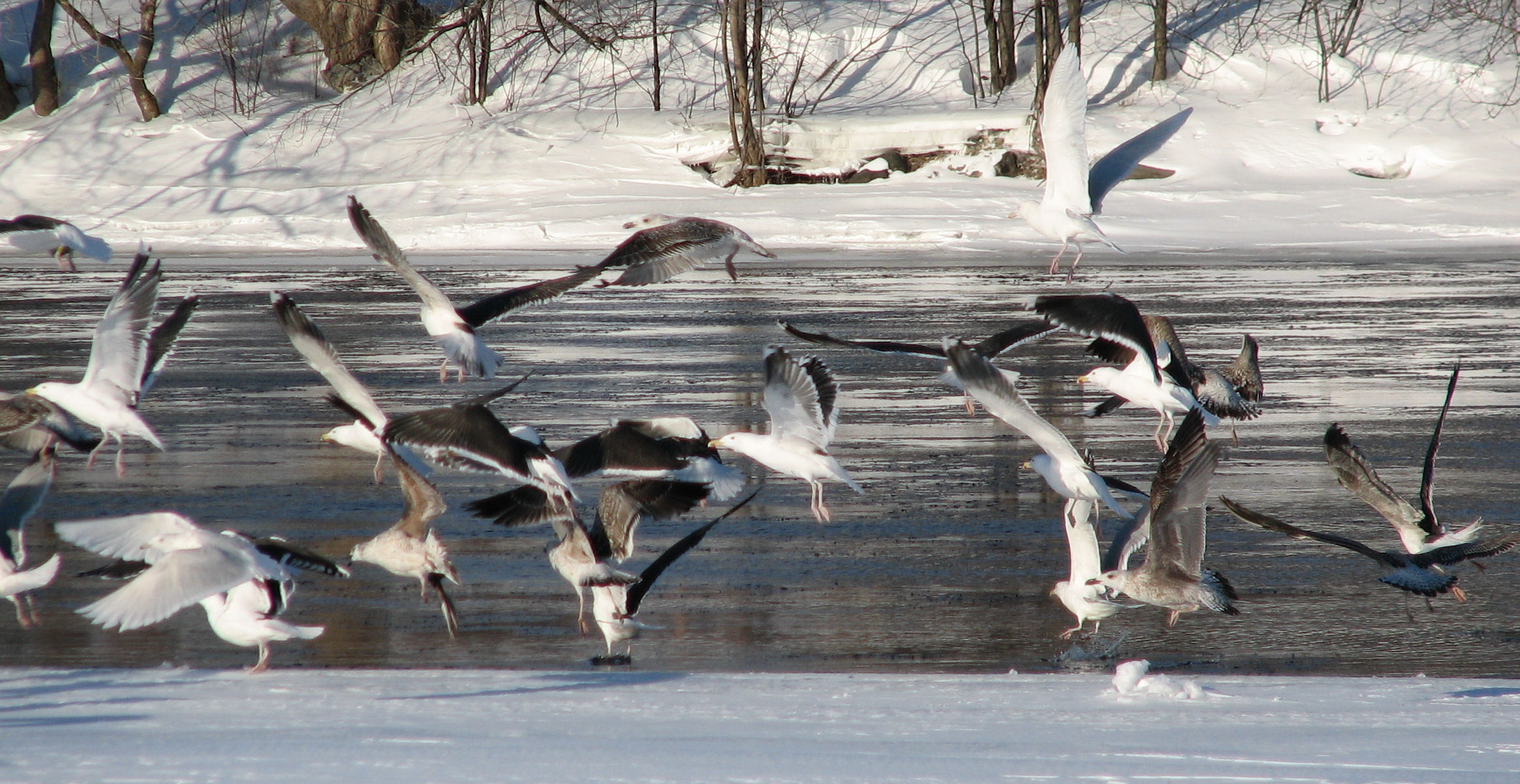
Flock taking off during southern migration through أوتاوا، أونتاريو
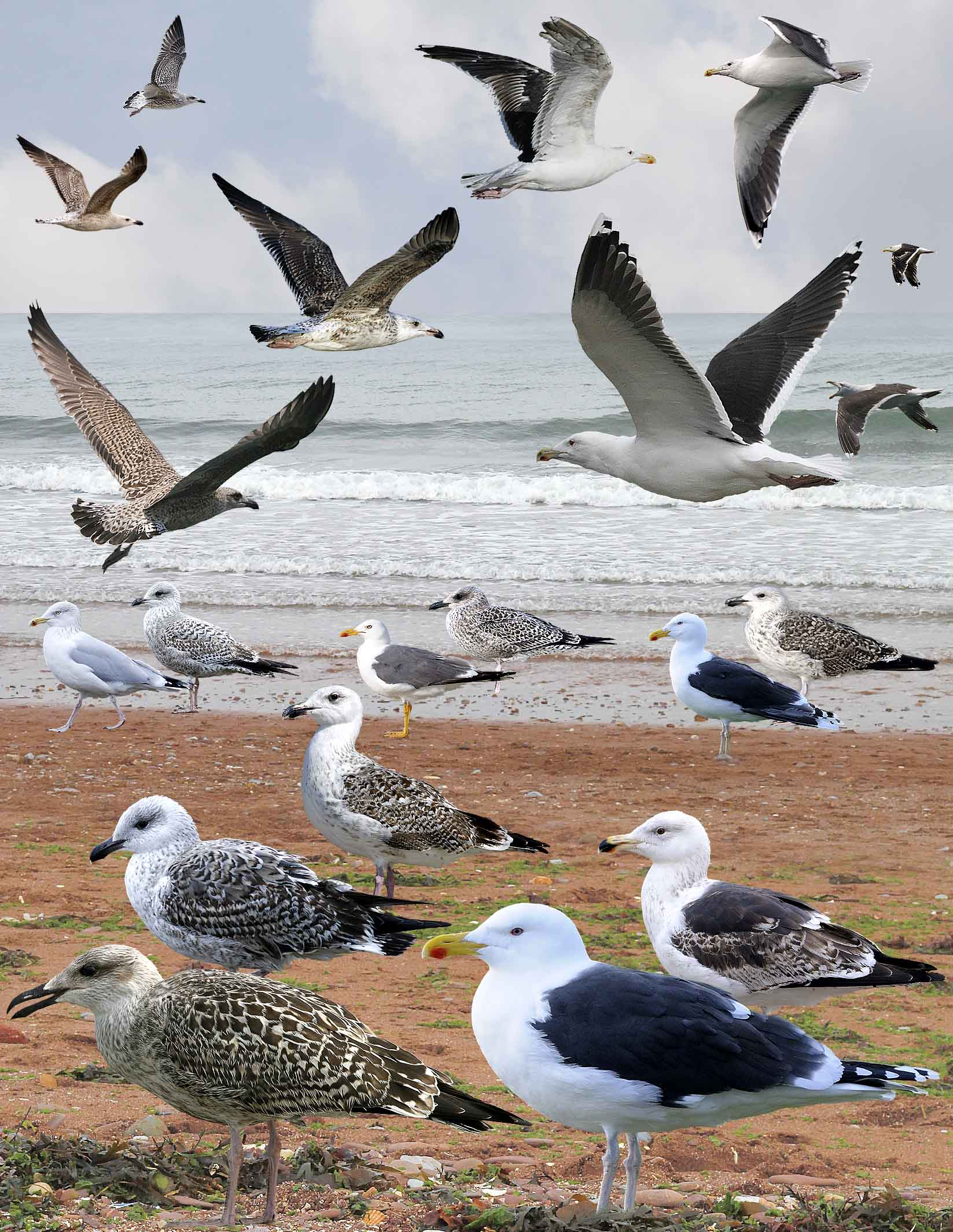
ID composite